# Arykanda
Arykanda lub Arycanda – starożytne greckie miasto w Azji Mniejszej (dzisiejsza Turcja), aktualnie ruiny, najstarsze datowane na VII wiek p.n.e. Opuszczone po silnych trzęsieniach ziemi, które zniszczyły miasto w III wieku n.e. Bogactwo miasta pochodziło z handlu drewnem, którego źródłem były okoliczne lasy. 

## Zabytki
- Ruiny budowli:

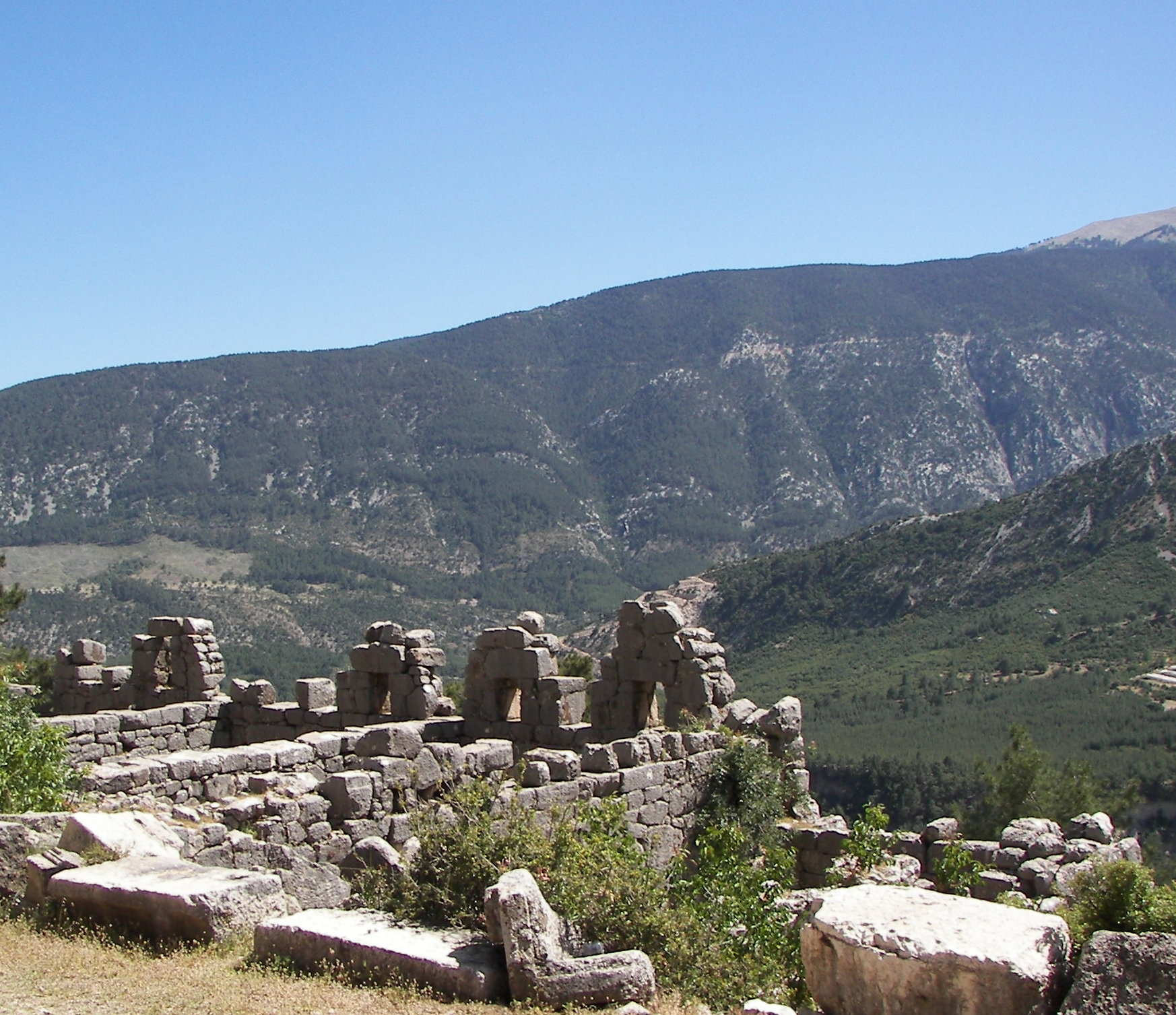
Ruiny łaźni

  - przy wejściu do miasta, wzdłuż ulicy, liczne grobowce bogato rzeźbione grobowce;
  - ruiny ośmiu łaźni;
  - agora;
  - teatr;
  - odeon;
  - stadion;